# Непокорённые (Россия)
Непокорённые — мемориал, входящий в Зелёный пояс Славы.
Авторы проекта — архитекторы Н. Н. Карасёв и Е. Д. Бычков.
Сооружён в 1965 году около развилки дороги Пушкин — Колпино — совхоз «Детскосельский» около ворот центральной усадьбы совхоза. На возвышенной площадке находится бетонная стела с изображением атакующего бойца, рядом — стела с надписью «Здесь проходил передний край обороны советских войск. 1941—1944» и два артиллерийских орудия.
К востоку от основного мемориала, в 700 метрах от него, углу Колпинского шоссе и новой Галицкой улицы в установлена 76-мм дивизионная пушка образца 1942 года. На пьедестале высечена надпись: «Здесь проходил передний край обороны Ленинграда». Напротив, через дорогу Колпинского шоссе находятся противотанковые надолбы.

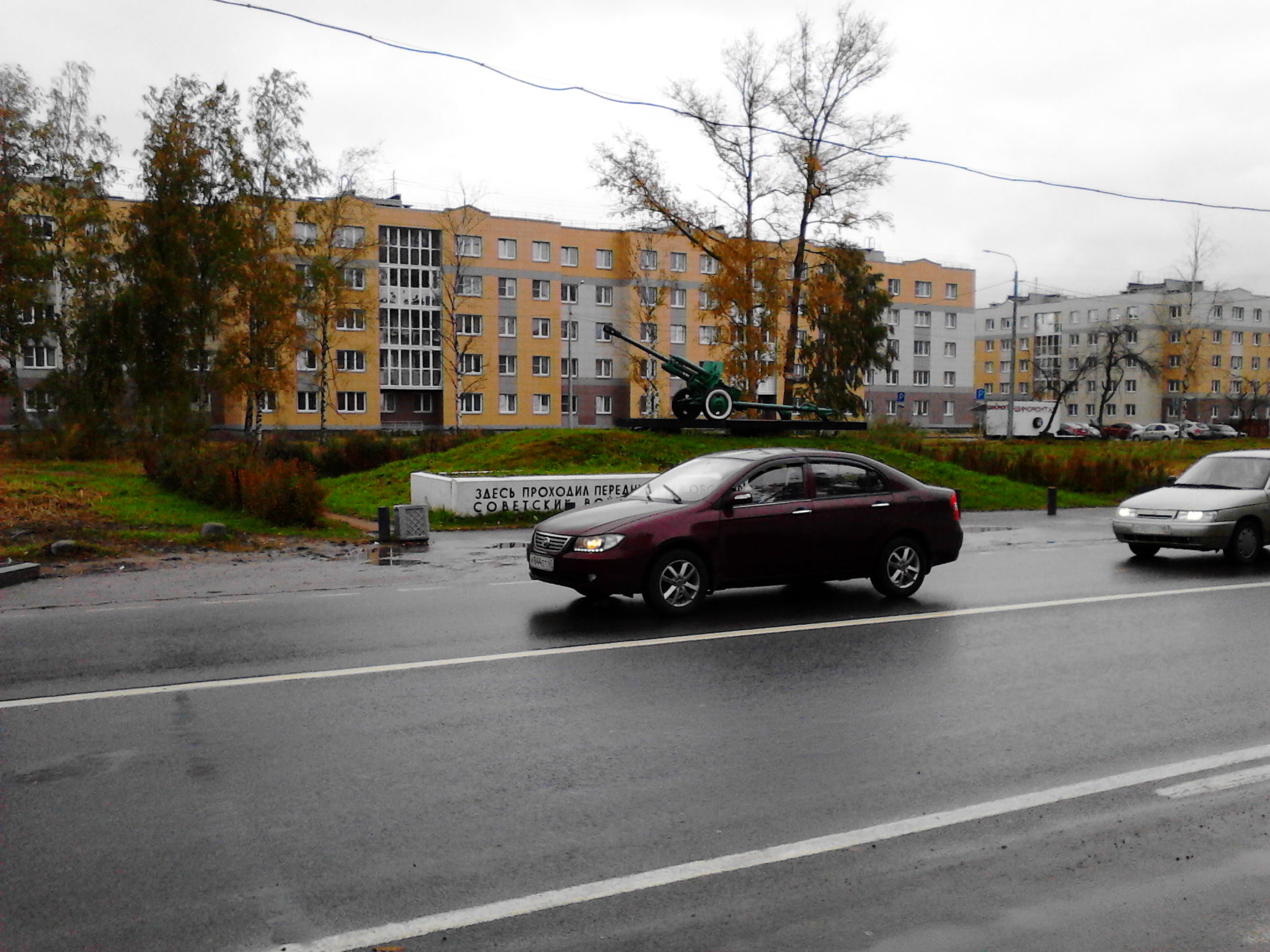
Мемориал «Непокорённые»